# Nambiyur
Nambiyur é uma panchayat (vila) no distrito de Erode, no estado indiano de Tamil Nadu.

## Geografia
Nambiyur está localizada a 11° 22′ N, 77° 20′ L. Tem uma altitude média de 301 metros (987 pés).

## Demografia
Segundo o censo de 2001,  Nambiyur  tinha uma população de 15,651 habitantes. Os indivíduos do sexo masculino constituem 50% da população e os do sexo feminino 50%. Nambiyur tem uma taxa de literacia de 58%, inferior à média nacional de 59.5%: a literacia no sexo masculino é de 67% e no sexo feminino é de 50%. Em Nambiyur, 9% da população está abaixo dos 6 anos de idade.